# Poliéterimid
A poliéterimid, röviden PEI a poliimidek közé tartozó amorf szerkezetű polimer, hőre lágyuló műanyag, melyet leginkább fröccsöntéssel dolgoznak fel. Ismert márkák a SABIC Innovative Plastics által gyártott Ultem®, valamint a DuPont által gyártott Vespel® és Aurum®.

## Jellemzői
Legtöbbször BPADA (4,4′-biszfenol A-dianhidrid) felhasználásával állítják elő. Jó a hőállósága, akár 300°C fokon is használható, az üvegesedési hőmérséklete 215°C. Az erősítetlen PEI folyamatos felhasználási hőmérséklete 170-180°C. Szilárd, közepesen ütésálló anyag, jó a mérettartása, kúszása kicsi, jó kémiai ellenálló-képességgel rendelkezik, jól ellenáll az UV-sugárzásnak. Oldószerei közé tartoznak a klórozott szénhidrogének; a fenol és az aceton pedig repedést okozhat rajta. Gyakran használják a repülőgépiparban. Elérhető 10%, 20%, 30% és 40%-os üvegszáltöltéssel is.